# Lycaena virgaureola
Lycaena virgaureola är en fjärilsart som beskrevs av Otto Staudinger 1892. Lycaena virgaureola ingår i släktet Lycaena och familjen juvelvingar. Inga underarter finns listade i Catalogue of Life.